# Nick Mangold
Nick Mangold (* 13. Januar 1984 in Centerville, Ohio) ist ein ehemaliger US-amerikanischer American-Football-Spieler auf der Position des Centers. Er spielte in der National Football League (NFL) ausschließlich bei den New York Jets.

## Karriere

### College
Mangold spielte bereits auf der High School American Football, war aber auch ein erfolgreicher Ringer und Leichtathlet. Für seine sportlichen Leistungen wurde er von seiner Schule mehrfach ausgezeichnet. Im Footballsport kam er sowohl in der Defense, als auch in der Offense auf verschiedenen Positionen zum Einsatz. Nach seinem Schulabschluss erhielt Mangold einen Studienplatz an der Ohio State University und spielte für deren Footballmannschaft von 2002 bis 2005 als Center. Im ersten Studienjahr war er zunächst Ersatzspieler hinter dem Starting Center der Ohio State Buckeyes. Im zweiten Studienjahr konnte er aufgrund einer Verletzung des Stammspielers dessen Position übernehmen und behielt diese bis 2005 inne. Mangold spielte mit seinem Team in vier Bowl Spielen. Seine Mannschaft konnte alle Spiele gewinnen. 2002 gewann er mit seinem Team die nationale College-Football-Meisterschaft.

### NFL
Nick Mangold wurde von den Jets im Jahr 2006 in der ersten Runde an 29. Stelle gedraftet. Bereits in seinem Rookiejahr konnte er sich als Starter auf der Position eines Centers etablieren. Mit seinem Quarterback Chad Pennington gelang ihm im gleichen Jahr der Einzug in die Play-offs, wo man allerdings frühzeitig an den New England Patriots mit 16:37 scheiterte. Pennington, der aufgrund einer Verletzung im Jahr 2007 nur neun Spiele bestreiten konnte, verließ nach dieser Saison die Jets und wurde durch Brett Favre ersetzt. Mangold behielt seine Stammposition bei. Die Jets konnten neun ihrer 16 Spiele gewinnen, ein Einzug in die Play-offs gelang aber nicht. 2009 übernahm Mark Sanchez das Amt des Starting-Quarterbacks und die Jets qualifizierten sich erneut für die Play-offs. Die Mannschaft aus New York City scheiterte erst im AFC Championship Game an den Indianapolis Colts mit 17:30. Vor Beginn der neuen Saison unterschrieb Mangold dann einen neuen, über sieben Jahre gültigen, Vertrag bei den Jets. Die kurz darauf startende Saison 2010 verlief schließlich für Mangold und die Jets ähnlich erfolgreich wie die letzte. Zunächst wurde Mangold zum Pro Bowl gewählt und erreichte mit den Jets die Play-offs. Dort drangen diese dann erneut bis ins AFC Championship Game vor und scheiterten dieses Mal an den Pittsburgh Steelers mit 19:24.
Am 25. Februar 2017 wurde Mangold nach 11 Saisons bei den Jets entlassen und beendete seine aktive Spielerkarriere erst ein Jahr später am 17. April 2018.

## Ehrungen
Mangold spielte sechsmal im Pro Bowl, dem Abschlussspiel der besten Spieler einer Saison und wurde dreimal zum All Pro gewählt.